# Гатман (Мисисипи)
Гатман (енгл. Gattman) град је у америчкој савезној држави Мисисипи.

## Демографија
По попису из 2010. године број становника је 90, што је 24 (-21,1%) становника мање него 2000. године.
| Група             | 2000.       | 2010.      |
| Белци             | 109 (95,6%) | 89 (98,9%) |
| Афроамериканци    | 5 (4,4%)    | 0 (0,0%)   |
| Азијати           | 0 (0,0%)    | 0 (0,0%)   |
| Хиспаноамериканци | 0 (0,0%)    | 0 (0,0%)   |
| Укупно            | 114         | 90         |